# Битва гуннов (Лист)

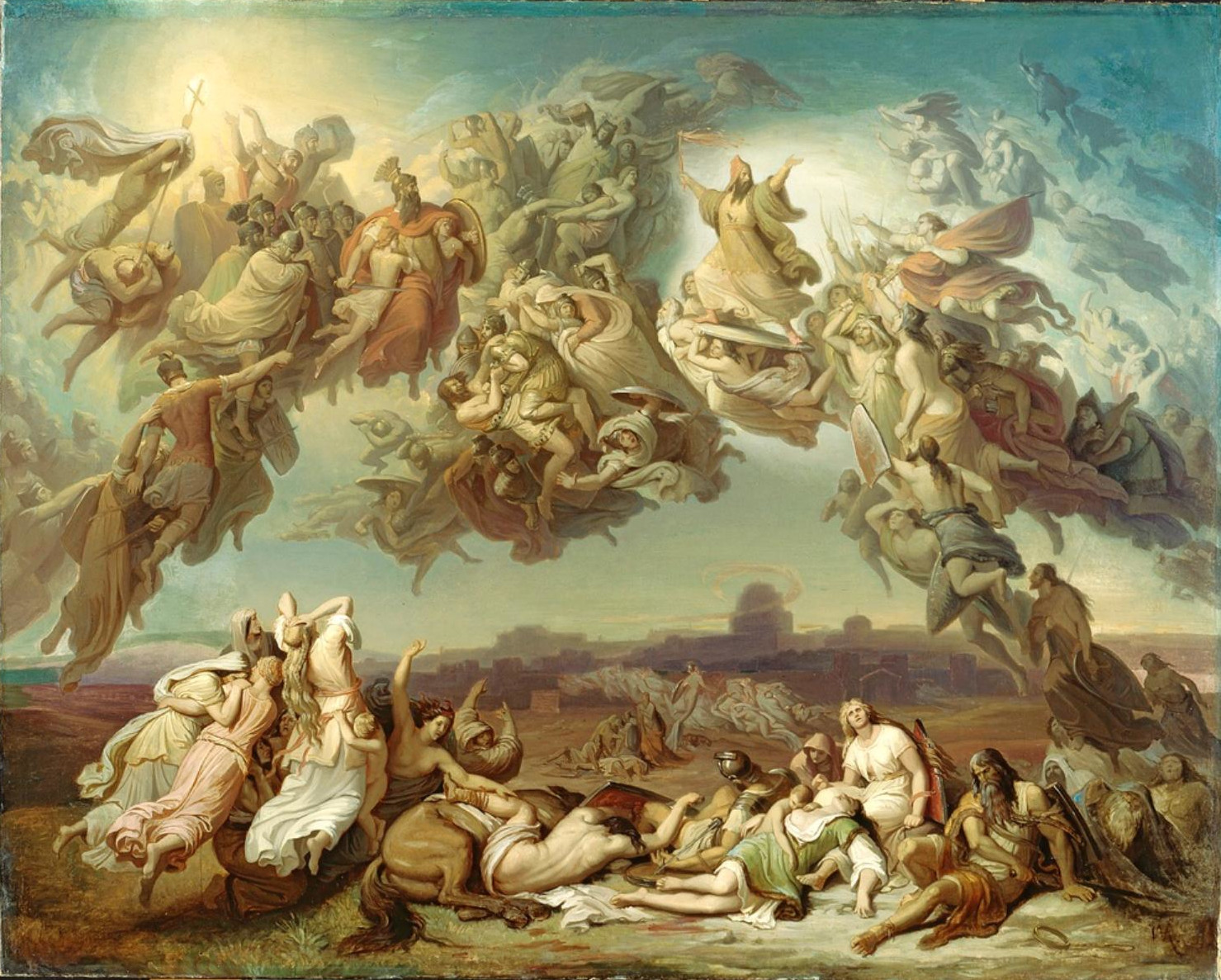
Картина «Битва гуннов» В. фон Каульбаха, послужившая основой программы одноимённой симфонической поэмы Ф. Листа

«Битва гуннов» (нем. Hunnenschlacht) — симфоническая поэма (№ 11) Ференца Листа. Написана в 1856—1857 годах. Впервые исполнена 29 декабря 1857 года в Веймаре оркестром под управлением автора. Примерная продолжительность звучания — 15—16 минут.

## Краткая характеристика
Основой программы симфонической поэмы Листа послужила картина Вильгельма фон Каульбаха «Битва гуннов». Художник даёт картину сражения римлян (во главе с Аэцием) и их союзников вестготов (во главе с Теодорихом I) с гуннами (во главе с Аттилой), которое произошло в 451 году в Галлии на так называемых Каталаунских полях и завершилось поражением гуннов. По легенде, битва была столь жестокой, что души погибших воинов, возносившиеся на небеса, продолжали сражаться между собой — изображение небесной битвы на полотне Каульбаха занимает даже больше пространства, чем изображение битвы земной (см. иллюстрацию).
Концепция Листа отличается от концепции Каульбаха: специфически музыкальными средствами композитор представляет битву народов как конфликт «цивилизации» и «варваров», христиан и язычников. В качестве темы, символизирующей «наших», используется старинный католический гимн «Pange lingua» на текст Венанция Фортуната. Сам Лист ссылается на восьмую строфу гимна Венанция «Crux fidelis», которая распевалась обособленно — на Страстной неделе, в ритуале Поклонения Кресту (Adoratio Crucis). Силы добра также символизирует простой «трубный» сигнал к бою (нем. Schlachtenruf) — по звукам сначала минорного, а затем (после «победы», на букве I) мажорного трезвучия. В качестве символа «чужих» фигурирует небольшая тема с характерно романтическим модализмом, на основе так называемой цыганской гаммы; впервые она звучит уже в тт. 2-4 и далее разрабатывается — отдельно и в контрапункте с темой гимна (впервые у тромбонов, буква C, авторская ремарка «Choral»).
Симфоническая поэма в крупном плане состоит из двух «сюжетных» частей. В первой Tempestuoso, allegro non troppo, рисующей картину перед битвой, Лист адресовал дирижёрам следующую ремарку: «Колорит сначала нужно выдерживать очень тёмным, все инструменты должны звучать призрачно» — вся струнная группа играет с сурдинами, даже в пассажах ff. Вторая часть, начинающаяся с Più mosso, изображает собственно битву, по ходу которой модальная тема исчезает из разработки — её полностью вытесняют Schlachtenruf и гимн, в апофеозе звучащий в оркестровом tutti.
Для создания грандиозной «монументально-батальной» атмосферы композитор использовал большой состав оркестра (парные деревянные духовые, три тромбона с тубой и т. д., подробней см. Симфонический оркестр), а также добавил в партитуру орган (или при его отсутствии — фисгармонию).

## Дискография
- ок. 1952 БСО ВР / Н. С. Голованов (Мелодия / ВСГ)
- 1970 LSO / Бернард Хайтинк (Philips)
- 1979 Gewandhausorchester / Курт Мазур (EMI Classics)
- 1994 Berliner Philharmoniker / Зубин Мета (Sony Classical)
- 2008 BBC Philharmonic / Gianandrea Noseda (Chandos)
- 2011 Wiener Akademie Orchester / Martin Haselböck (NCA)